# Больничный переулок
Больни́чный переу́лок — улица в центре Москвы в Мещанском районе Центрального административного округа между улицей Щепкина и проспектом Мира.

## История
На планах XIX века переулок обозначался как Безымянный, Курганов (по фамилии одного из домовладельцев), но затем за ним утвердилось название Екатерининский — по ближней Старо-Екатерининской больнице, а в середине XIX века переулок был переименован в Больничный. В советское время больница была преобразована в Московский областной клинический НИИ им. М. Ф. Владимирского (МОНИКИ) и находится напротив начала переулка (улица Щепкина, дом 61/2).

## Расположение
Больничный переулок начинается от улицы Щепкина, проходит на восток, пересекает улицу Гиляровского и выходит на проспект Мира напротив Банного переулка.

## Учреждения и организации

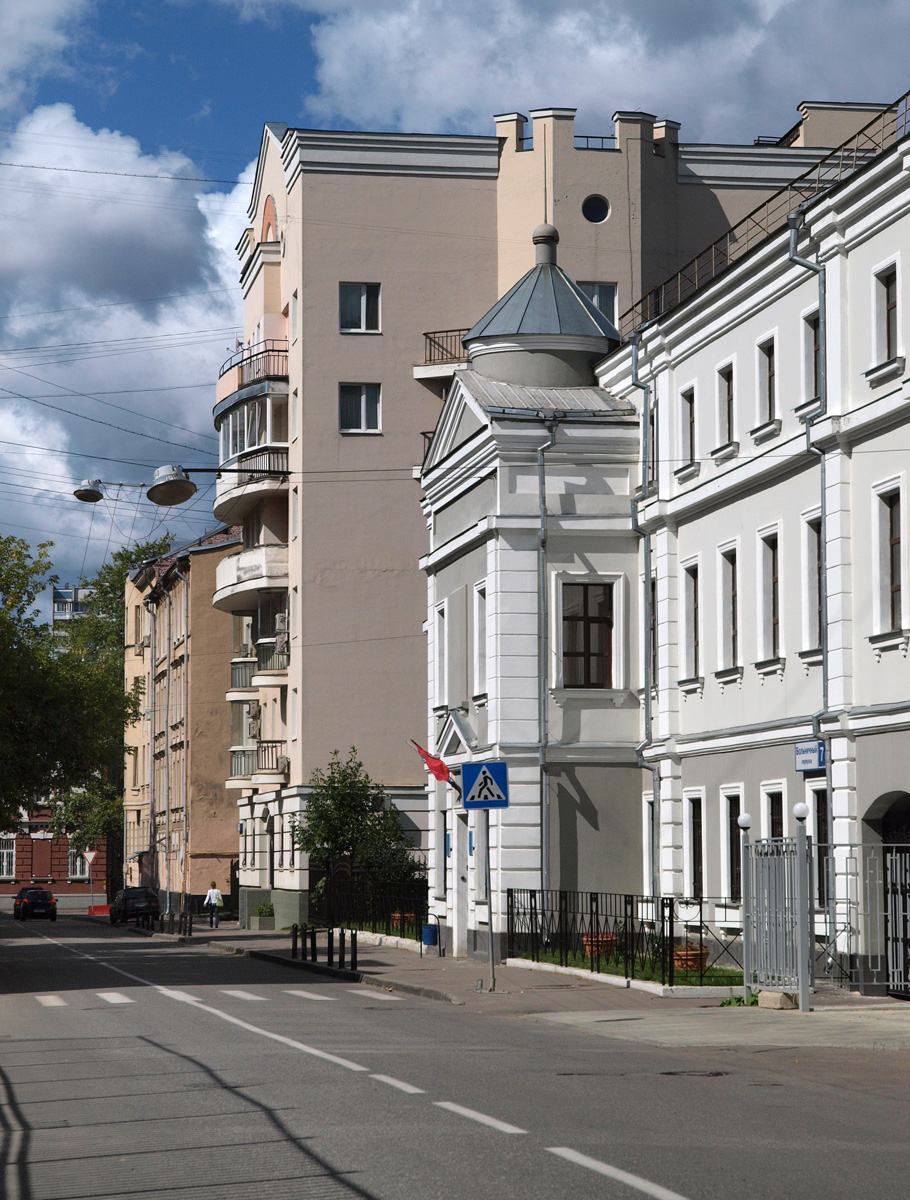
Больничный переулок, северная нечётная сторона.

- Дом 4 — школа № 1215 имени Ромена Роллана (с углубленным изучением английского и французского языков).

## См.также
- Московский областной научно-исследовательский клинический институт им. М.Ф.Владимирского